# Learning to Skateboard in a Warzone (If You're a Girl)
Learning to Skateboard in a Warzone (If You're a Girl) é um documentário de curta-metragem de 2019 dirigido por Carol Dysinger. Como reconhecimento, foi indicado ao Oscar 2020 na categoria de Melhor Documentário de Curta-metragem.